# Liste des primats de l'Église orthodoxe bulgare
 (février 2024).
Si vous disposez d'ouvrages ou d'articles de référence ou si vous connaissez des sites web de qualité traitant du thème abordé ici, merci de compléter l'article en donnant les références utiles à sa vérifiabilité et en les liant à la section « Notes et références ».
Liste des primats de l'Église orthodoxe bulgare

## Evêques de Bulgarie (865-879)
- Isaïe (865-867)[1]
- Paul (867-868)
- Formose (867-868)[2]
- Sylvestre (868-868)
- Léopard (868-868)
- Dominique (868-870)
- Grimoald (868-870)

## Archevêques de Bulgarie (870-919)
- Joseph Ier (870-877)
- Georges Ier (877-886)
- Jean (886-910)[3]
- Grégoire (910-917)[4]
- Léonce de Bulgarie (917-919)[5]

## Patriarches de Bulgarie (919-1018 et 1186-1393)
- Léonce de Bulgarie (919-927)[6]
- Dimitri Ier de Bulgarie (927-930)
- Serge de Bulgarie (931-937)
- Georges II de Bulgarie (937-940)
- Grégoire Ier de Bulgarie (940-944)
- Damien Ier de Bulgarie (944-972)
- Germain Ier de Bulgarie (972-990)
- Nicolas Ier de Bulgarie (991-1000)
- Philippe Ier de Bulgarie (1000-1015)
- David Ier (1015-1018)
- Après la chute du Premier Etat bulgare en 1018, une partie des éparchies est rattachée au Patriarche de Constantinople tandis que d'autres furent rattachées à l'archevêché d'Ohrid. Les archevêques d'Ohrid ont porté pendant un certain temps le titre d'archevêques d'Ohrid et de Bulgarie mais ils cessent, par la suite, de se référer au patriarchat de Préslav.
- Basile Ier de Bulgarie (1186-1232)
- Joachim Ier de Bulgarie (1232-1246)
- Vissarion de Bulgarie (1246)
- Euthyme de Tarnovo (1375-1394)[7]

## Chefs provisoires du Saint Synode
- Ananias Ier évêque orthodoxe bulgare (1606- 1608).

## Exarque des Bulgares (1945-1948)
- Stéphane Ier (21 janvier 1945-8 septembre 1948)[8]

## Patriarches de Bulgarie (1953- )
- Cyril (en) (10 mai 1953-7 mars 1971)[9],[10]
- Maxime (4 juillet 1971-6 novembre 2012)
- Néophyte (24 février 2013-13 mars 2024)
- Daniel (30 juin 2024-)

## Sources
- (bg) Vasil Zlatarski (en), История на българската държава през средните векове. Том I. История на Първото българско царство. [« Histoire de l'Etat bulgare au Moyen Age. Volume I. Histoire du premier empire bulgare.) »], (Sofia), Наука и изкуство (Nauka i izkustvo),‎ 1927 (réimpr. 1972), 2e éd. (OCLC 67080314, lire en ligne)